# Хогарт, Стив
Стив «h» Хогарт (англ. Steve Hogarth, имя при рождении — Рональд Стивен Хогарт англ. Ronald Stephen Hoggarth, 14 мая 1959, Кендал, Камбрия, Великобритания) — британский музыкант-мультиинструменталист, вокалист и фронтмен английской прог-рок-группы Marillion.

## Ранние годы
Отец Стива проходил службу в торговом флоте, а мать работала в родильном доме, поэтому в основном его воспитанием занималась бабушка. Когда мама заболела, отец принял решение оставить службу во флоте и стать шахтёром, и вся семья переехала в Донкастер — город, в котором жили шахтёры и их семьи.
Стивен увлёкся музыкой с самого детства, ему особенно нравились The Beatles и The Kinks. Тогда же мальчик самостоятельно освоил игру на фортепиано. В четырнадцать лет он побывал на концерте Deep Purple и точно решил, что хочет стать музыкантом.
По окончании школы Хогарт проучился три года в Политехническом институте Трентона по специальности инженер-электрик. В течение этого времени он состоял в группе «Harlow», игравшей в основном в клубах для рабочего класса. В 1978 году они даже записали сингл «Harry de Mazzio» на лейбле Pepper. Но из-за психической неуравновешенности басиста группа вскоре распалась, и Стив принял решение оставить свой диплом и вернуться в Лондон, чтобы продолжить музыкальную карьеру уже там.

## Музыкальная карьера

### Работа в группах
В Лондоне он присоединяется к группе «Motion Pictures», позже переименованной в «The Europeans», где в основном отвечает за рекламу в музыкальных изданиях. В качестве вокалиста он мало реализовал себя здесь, спев шесть песен в двух альбомах. Записывая второй альбом, Recurring Dreams, музыканты ещё не знали, что Дерек Грин, глава A&M, который всячески поддерживал группу, решил уйти. Он покинул компанию за день до выхода альбома, в результате чего не последовало никакой раскрутки и не было выпущено ни одного сингла. По группе был нанесён серьёзный удар, от которого она так и не смогла оправиться. В 1985 году он покидает коллектив вместе со своим коллегой по предыдущей группе Колином Вуром, и они основывают собственный проект под названием «How we live». Из-за слабой рекламной кампании проваливаются продажи дебютного альбома «Dry Land», и это настолько расстроило Стивена, что он уже подумывал бросить музыкальную карьеру и стать молочником или почтальоном. Но его встреча с издателями и хлопоты старого друга, Дэррила Вэя, убедили его пройти пробы на место солиста в Marillion, которым нужен был новый вокалист после ухода Фиша в ноябре 1988.
Получив запись голоса Хогарта, музыканты были достаточно впечатлены, чтобы попросить личной встречи с ним. Знакомство прошло в доме Пита Тревеваса, где за полгода до этого члены группы Marillion в последний раз попыталась наладить отношения с Фишем. Изначально всё пошло совершенно не так, как планировалось, и это, казалось, не сулило ничего хорошего. Стив опоздал на встречу на целый день из-за того, что накануне угнали его машину, а само знакомство пришлось проводить во дворе дома из-за аллергии Хогарта на кошек, а у Пита их было две. После некоторых колебаний Стив согласился присоединиться к Marillion. Решающую роль сыграл тот факт, что группе требовался не просто кто-то, кто будет стоять у микрофона, а тот, кто будет выдвигать собственные идеи и делиться своим мнением.
Первым альбомом с новым вокалистом стал «Seasons End», выпущенный в сентябре 1989 года, пятый студийный альбом группы. К настоящему времени записано 16 студийных альбомов, последний из которых — «An Hour Before It's Dark» — вышел в 2022 году.

### Сольные проекты

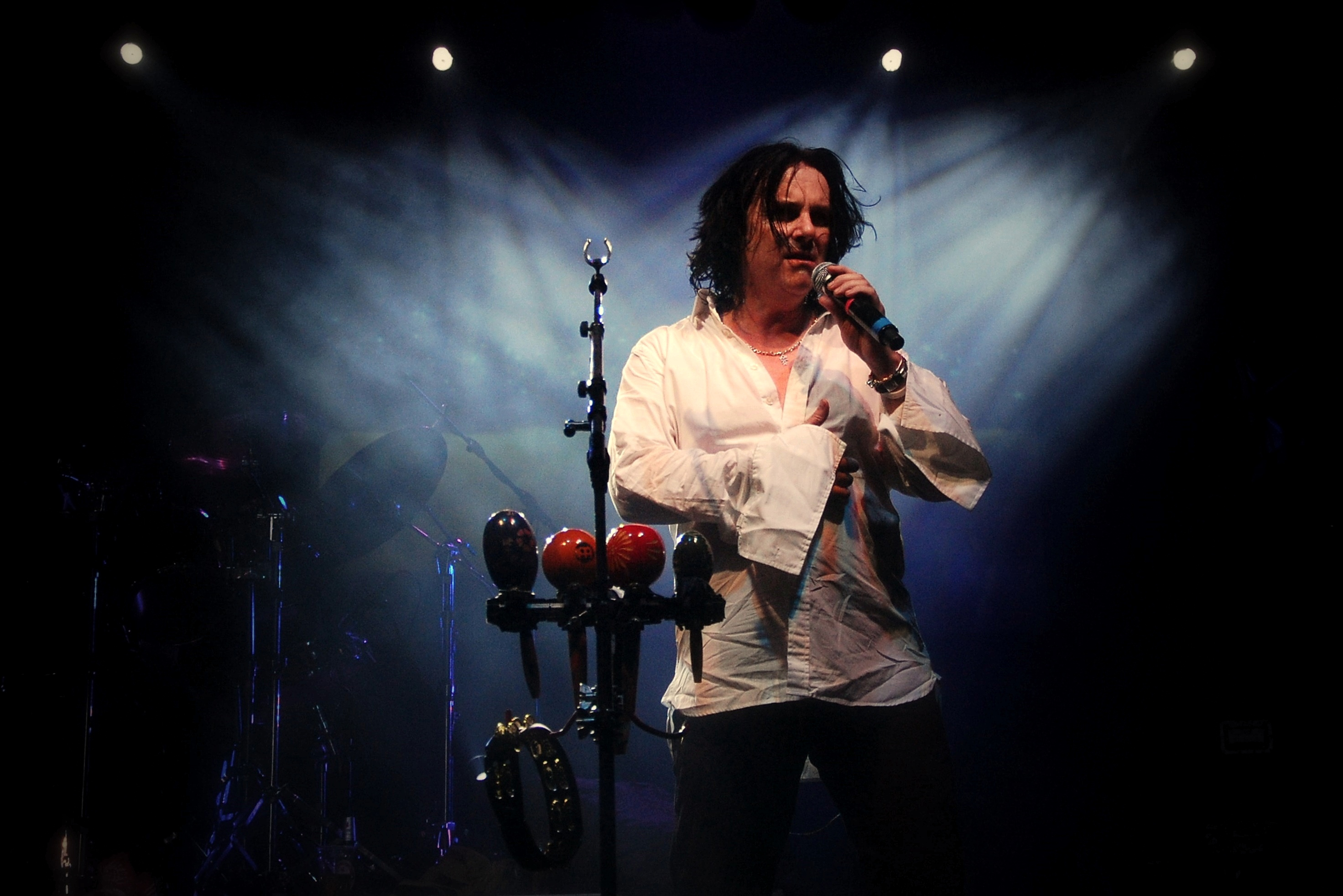
Концерт в Кракове, Польша, в 2009 году

По прошествии нескольких лет с присоединения к группе Marillion Стив почувствовал, что ему не обойтись без иного способа выплеска творческой энергии. Он предложил членам группы несколько своих идей, которые казались ему очень удачными, но они отклонили их по разным причинам. Стивену очень хотелось создать что-то стоящее самому, ведь он понимал, что публика Marillion в большинстве досталась в наследство от Фиша.
Итак, в 1997 году под псевдонимом «h» состоялся релиз его альбома «Ice Cream Genius», в создании которого ему помогали клавишник ранее Japan, а затем Porcupine Tree Ричард Барбиери, гитарист XTC Дэйв Грегори, барабанщик Blondie Клем Берк, бас-гитарист Чачо Мерчан и перкуссионист Льюис Жардин.
Через четыре года он основал проект H-Band, прокатившийся по Великобритании и Европе — концерты с множеством приглашённых музыкантов, с которыми впоследствии был записан двойной альбом «Live Spirit: Live Body in 2001» (выпущен в 2002).
Рождественские праздники 2005 года для Стива оказались омрачены счётом, полученным от налоговой инспекции, увидев который Стив понял, что просто не в состоянии его оплатить, а с домом или машиной Хогарту расставаться не хотелось. Люси Джордаш, менеджер Marillion, предложила музыканту отправиться в тур одному, а учитывая, что других вариантов не предвиделось, вокалист согласился. Если бы не этот счёт, то мог бы не появиться один из самых интересных проектов Стива — H Natural, анонсированный как вечера музыки и разговоров под фортепиано. Это около двадцати дат, отыгранных весной и летом 2006 года в Великобритании и Европе, а также продолжение летом 2007 года. На этих выступлениях Стив не только пел, но и беседовал с аудиторией, рассказывал истории создания песен, говорил о своём детстве, читал стихи и записи из своего дневника, отвечал на выкрики из зала. В репертуар входили не только песни самого Стива и Marillion, но и его любимых исполнителей. Часть этих шоу была записана и доступна для скачивания на тогда новом сайте Стивена. В 2013 году были сыграны ещё три концерта в канун Рождества — в Ливерпуле, Глазго и Лондоне.
А в 2012 году снова собрался дуэт Хогарт-Барбиери, выпустивший два альбома — «Not The Weapon But The Hand» (2012) и «Arc Light» (2014), но турне в поддержку не последовало в силу низкого спроса на билеты.

## Дискография

### Marillion
- Seasons End (1989)
- Holidays in Eden (1991)
- Brave (1994)
- Afraid of Sunlight (1995)
- This Strange Engine (1997)
- Radiation (1998)
- marillion.com (1999)
- Anoraknophobia (2001)
- Marbles (2004)
- Somewhere Else (2007)
- Happiness is the Road (2008)
- Less Is More (2009)
- Sounds That Can’t Be Made (2012)
- F*** Everyone And Run (F E A R) (2016)
- With Friends from the Orchestra (2019)
- An Hour Before It's Dark (2022)

### Соло
- Europeans: Recurring Dreams (1984)
- How We Live: Dry Land (1987)
- Ice Cream Genius (1997)
- Live Spirit: Live Body (2002)
- h Natural (2007)

### Другие проекты
- 1983: Once Bitten — Annabel Lamb (клавиши)
- 1985: Domestic Harmony — Do-Ré-Mi клавиши)
- 1986: Infected — The The: (клавиши)
- 1987: Blue Yonder — Blue Yonder (бэк-вокал)
- 1987: Saint Julian — Julian Cope (бэк-вокал)
- 1988: UNION — Toni Childs (клавиши)
- 1990: Sailing — Rock Against Repatriation (вокал)
- 1998: Ocean Songs — Chucho Merchan (вокал)
- 1999: The Emperor Falls — John Wesley (бэк-вокал)
- 2007: Systematic Chaos — Dream Theater (Spoken voice)
- 2017: Colours Not Found In Nature - Isildurs Bane & Steve Hogarth(вокал)